# Адалет-наме
Адале́т-наме́ (тур. Adaletnâme) — в Османській імперії султанський рескрипт, яким засуджувалися вказані в ньому зловживання місцевої адміністрації. Оголошувався публічно і будь-хто міг отримати копію у кадія.
Зловживання, які перераховувалися в адалет-наме, відмінялися і заборонялися під загрозою жорстокого покарання. Найчастіше вони використовувалися, коли кадії або інші офіційні особи засуджували когось до примусової праці, обкладали райю незаконними продовольчими поборами або незаконно збільшували розміри штрафів та податків .